# Family Computer Disk System
Family Computer Disk System ファミリーコンピュータ ディスクシステム, Famirī Konpyūta Disuku Shisutemu, ponekada se zvao Famicom Disk System, ili Disk System, ili skraćeno FDS izašlo je na tržište 21. veljače 1986. godine i razvila ga je tvrtka Nintendo kao vanjsku jedinicu za igraću konzolu Famicom za japansko tržište. Jedinica je sadržavala posjedničku disketnu jedinicu ( "Disk Cards" disketne karte) za spremanje datoteka. Iako je bilo naglašeno da će se ova periferna jedinica prodavati za tržište Sjeverne Amerike i za tržište koje je koristilo PAL sistem za televiziju, ova vanjska jedinica nikada nije prodavala. Kroz svoj cijeli proizvodni ciklus 1986-2003. godine prodalo se 4,44 milijuna primjeraka.